# Simon Sköld
Simon Viktor Christer Sköld, född 1 juni 1987 i Hultsfreds församling, Kalmar län, är en svensk professionell MMA-utövare.

## Biografi
Simon Sköld är uppväxt i Hultsfred med sina föräldrar. Vid 13 års ålder började han att utöva karate och vid 15 års ålder kom han med i det svenska landslaget. När Sköld var 16 år, vann han junior-SM i karate och kom senare på tredje plats i både Nordiska Mästerskapet och British Open. Han deltog även i VM i karatestilen wadoryu i Portugal där han tog brons. När Sköld var 19 år valde han att flytta från Hultsfred till Stockholm för att satsa på en karriär inom sport.
Efter sina framgångar inom karaten valde Sköld vid 21 års ålder att testa jiu-jitsu och deltog i Nordic Open där han kom på en tredjeplats. Han fick därefter förfrågan om att delta i SM inom jiu-jitsu och slutade även där på tredje plats. Han har även varit med i svenska landslaget i sanshou och även vunnit SM i kung fu.
Sköld valde efter flera SM-guld i karate att år 2007 börja utbilda sig till idrottskonsulent på Bosöns idrottsfolkhögskola. När utbildningen var slut år 2009, valde Sköld även att utbilda sig till personlig tränare samt kostrådgivare. Detta arbetade han sedan med vid sidan av sin MMA-satsning. Idag föreläser han även om träning, motivation samt hur man når sina mål.
År 2017 släppte Sköld sin första bok Träning för latmaskar, med tips och övningar som visar hur man kommer i form med minsta möjliga ansträngning.
Tillsammans med sin fru Camilla Läckberg driver Sköld bloggen Stjärnfamiljen – Läckberg & Sköld.

### MMA
Efter VM i Jiu-jitsu testade Sköld MMA. Efter ett antal matcher deltog han i Kimura Talent som är en tävling där man letar efter blivande MMA-stjärnor i Sverige och där talangerna sedan tävlar mot varandra. I Kimura Talent gick Sköld till semifinal och fick därefter erbjudande om att delta i sin första proffsmatch under Superior Challenge 6 på Hovet i Stockholm. I sin första proffsmatch mötte Sköld Niklas Bäckström. Sköld vann de två första ronderna, men förlorade den tredje på TKO. 
År 2014 valde han att göra ett avbrott från MMA-karriären, men gjorde under oktober 2016 comeback mot Christopher Sengele på Superior Challenge 14 där han vann. Under comebacken valde Sköld även att gå upp en viktklass, från fjädervikt till lättvikt. Sedan dess har han varit med och tävlat med blandade framgångar vid varje gala Superior Challenge satt upp. Senaste matchen gick vid Superior Challenge 19 där han mötte Diego Nunes och förlorade via submission i första ronden. 

### TV-framträdanden
Sköld har medverkat i ett flertal TV-produktioner. Bland annat har han medverkat i SVT:s dokumentärserie Slå han på käften,  som är en dokumentärserie om MMA där ett filmteam under år 2013 följde Sköld och två andra MMA-utövare i deras vardag. Han deltog även i Let's Dance år 2015 där han slutade på åttondeplats tillsammans med sin danspartner Maria Zimmerman. Under år 2016 medverkade Sköld tillsammans med sin fästmö Camilla Läckberg även i Fångarna på fortet samt När och fjärran.

### Privatliv
Tillsammans med författaren Camilla Läckberg har han en dotter, född i april 2016. De gifte sig 17 juni 2017.

## Tävlingsfacit MMA
| Resultat | Facit | Motståndare                   | Metod                       | Evenemang                      | Datum             | Rond | Tid  | Plats                | Notering       |
| -------- | ----- | ----------------------------- | --------------------------- | ------------------------------ | ----------------- | ---- | ---- | -------------------- | -------------- |
| Förlust  | 0-1   | Niklas Bäckström (SWE)        | TKO (slag)                  | Superior Challenge 6           | 29 oktober 2010   | 3    | 3:23 | Stockholm, Sverige   |                |
| Förlust  | 0-2   | Kristoffer Källgren (SWE)     | Domslut (enhälligt)         | The Zone FC 7                  | 27 november 2010  | 3    | 5:00 | Göteborg, Sverige    |                |
| Vinst    | 1-2   | Eirik Digre (NOR)             | TKO (slag)                  | The Zone FC 8                  | 26 februari 2011  | 1    | 1:34 | Göteborg, Sverige    |                |
| Förlust  | 1-3   | Kevin Donnelly (ENG)          | Domslut (delat)             | Strength and Honour 12         | 3 mars 2012       | 3    | 5:00 | Exeter, England      |                |
| Vinst    | 2-3   | Michel Ersoy (SWE)            | Domslut (enhälligt)         | Superior Challenge 8           | 6 oktober 2012    | 3    | 5:00 | Malmö, Sverige       |                |
| Förlust  | 2-4   | Jaakko Vayrynen (FIN)         | Submission (heel hook)      | Cage 21                        | 2 februari 2013   | 1    | 2:06 | Åbo, Finland         |                |
| Förlust  | 2-5   | Mika Hamalainen (FIN)         | Submission (heel hook)      | Cage 23                        | 21 september 2013 | 1    | 2:02 | Vanda, Finland       |                |
| Vinst    | 3-5   | Salih Kulucan (ENG)           | Submission (armbar)         | Superior Challenge 10          | 3 maj 2014        | 1    | 3:13 | Helsingborg, Sverige |                |
| Vinst    | 4-5   | Athinodoros Michailidis (GRE) | Teknisk submission (armbar) | Strength Honor Championship 10 | 20 september 2014 | 1    | 1:35 | Genève, Schweiz      |                |
| Vinst    | 5-5   | Dan Gibbon (ENG)              | TKO (slag)                  | Superior Challenge 11          | 29 november 2014  | 2    | 0:51 | Södertälje, Sverige  |                |
| Vinst    | 6-5   | Christopher Sengele (FRA)     | Submission (rear-naked)     | Superior Challenge 14          | 8 oktober 2016    | 2    | 4:36 | Stockholm, Sverige   | Lättviktsdebut |
| Vinst    | 7-5   | Juntaro Ami (JPN)             | Submission (rear-naked)     | Superior Challenge 15          | 1 april 2017      | 1    | 1:02 | Stockholm, Sverige   |                |
| Vinst    | 8-5   | Kim Tinghaugen (NOR)          | TKO (slag)                  | Superior Challenge 16          | 2 december 2017   | 1    | 3:45 | Stockholm, Sverige   |                |
| Förlust  | 8-6   | Jerry Kvarnström (FIN)        | Submission (giljotin)       | Superior Challenge 17          | 19 maj 2018       | 3    | 3:55 | Stockholm, Sverige   |                |
| Vinst    | 9-6   | Jerry Kvarnström (FIN)        | Domslut (delat)             | Superior Challenge 18          | 1 december 2018   | 3    | 5:00 | Älvsjö, Sverige      |                |
| Förlust  | 9-7   | Diego Nunes (BRA)             | Submission (giljotin)       | Superior Challenge 19          | 11 maj 2019       | 1    | 2:55 | Djurgården, Sverige  |                |
| Förlust  | 9-8   | Fernando Flores (SWE)         | Domslut (enhälligt)         | Superior Challenge 22          | 29 maj 2021       | 3    | 5:00 | Stockholm, Sverige   |                |

### Sociala medier
- Simon Sköld – Instagram